# Дірар Абу-Сісі
Дірар Абу-Сісі (араб. ضرار أبو سيسي; 1969, Йорданія) — палестинський інженер. Абу-Сісі був заступником інженера єдиної електростанції сектора Газа, яка забезпечує 25 % електроенергії Гази. За даними Ізраїлю, він також був інженером зі зброї для палестинської організації Хамас. У лютому 2011 року він приїхав в Україну, на батьківщину своєї дружини, щоб подати заяву на отримання громадянства, після того як переконався, що Газа більше не є безпечним місцем для виховання його шістьох дітей. Він зник у Полтаві 19 лютого, а пізніше опинився в ізраїльській в'язниці після того, як був викрадений співробітниками ізраїльської розвідки Моссад. 4 квітня 2011 року йому було висунуто звинувачення у його роботі на ХАМАС і 30 березня 2015 року він був засуджений за угодою про визнання провини. Ізраїльські служби безпеки називають його «батьком ракет».

## Викрадення
Увечері 18 лютого, після офіційної подачі документів на громадянство, Абу-Сісі їхав потягом до київського аеропорту на зустріч зі своїм братом Юссефом, який проживав у Нідерландах і котрого він не бачив 15 років. Неподалік від міста Полтава двоє чоловіків, які, як вважає сім'я, були українськими силовиками, зайшли в поїзд і вивели Дірара. Після цього він зник. Його дружина Вероніка, яка на той момент також перебувала в Україні, не мала жодних повідомлень про нього тиждень. Протягом цього періоду мовчання вона звернулася в українську пресу та заявила, що Моссад викрав її чоловіка. 27 лютого МВС Палестини зажадало від МВС України розкрити причини його зникнення.
Далія Керштейн, виконавчий директор ізраїльської правозахисної неурядової організації «Центр захисту особистості», підтвердила, що інженер із Гази перебуває в ізраїльській в'язниці. Керштейн ідентифікувала ізраїльського адвоката Абу-Сісі Міхала Оркабі, який підтвердив, що представляє його інтереси, але вона не змогла надати більше інформації через заборону опублікування, накладену магістратським судом Петах-Тікви, який перешкоджав їй говорити про справу. 20 березня наказ про заборону було частково скасовано, коли Ізраїль визнав, що утримує Абу-Сісі.
Управління Верховного комісара ООН у справах біженців долучилося до справи, коли встановило, що Абу-Сісі був класифікований як біженець. Стаття Associated Press показала, що український представник УВКБ ООН попросив Україну повідомити про будь-яку роль, яку могли зіграти її власні посадовці у зникненні Дірара.
Вероніка Абу-Сісі стверджувала, що Ізраїль викрав його, тому що він був «мозком енергетичної системи», і що він сам відновив її після того, як вона була знищена під час операції «Литий свинець» у 2009 році. The Wall Street Journal і The Washington Post повідомляли, що Абу-Сісі розробив техніку, яка дозволяє електростанції працювати виключно на дизельному паливі, що постачається Єгиптом, таким чином дозволяючи йому більше не залежати від Ізраїлю як єдиного джерела палива. Німецький тижневик Der Spiegel зазначив, що викрадення Абу-Сісі відбулося через інформацію, яку він мав щодо зниклого безвісти ізраїльського солдата Гілада Шаліта, якого утримували палестинські бойовики в Газі. Прем'єр-міністр Ізраїлю Беньямін Нетаньягу в прямому ефірі для YouTube World View і Channel Two News сказав, що Абу-Сісі є людиною ХАМАСу, яку утримують в Ізраїлі, і він розкрив цінну інформацію. Раніше ізраїльські офіційні особи натякали, що Абу-Сісі був причетний до збройного арсеналу ХАМАСу. Ізраїль утримував Абу-Сісі в ізоляції, відмовляючи йому у відвідуваннях сім'єю, відповідно до свого протоколу безпеки.

## Суд
4 квітня 2011 року Абу-Сісі було висунуто звинувачення в окружному суді Беер-Шеви за «членство у терористичній організації, змову з метою вчинення злочину та виробництві незаконної зброї, сприянні незаконній організації та інших різноманітних злочинах». Згідно з обвинувальним актом, Абу-Сісі був головним розробником ракети «Кассам», відповідав за модернізацію старих ракет для Хамас і служив командиром військової академії ХАМАС «Із ад-Дін аль-Касам».
Згідно з обвинуваченням «Шабак», Агентства безпеки Ізраїлю, Абу-Сісі був завербований у ХАМАС у 2002 році шейхом Нізаром Раяном. Салах Шехаде попросив його працювати над розробкою зброї для ХАМАС. Працюючи під керівництвом Мохаммеда Дейфа, верховного головнокомандувача військового крила ХАМАС, Абу-Сісі відповідав за електротехніку та займався здебільшого розробкою прискорювачів і кілів, які стабілізували та покращували рух ракети. Це два фактори, які є ключовими для збільшення дальності ракет. У 2005 році комітет попросив Абу-Сісі почати роботу над збільшенням радіусу дії ракет, які вироблялися в секторі Газа. Працюючи на ХАМАС, він зміг збільшити радіус дії ракет із шести до дев'яти кілометрів, а згодом до 15 кілометрів. У 2007 році Абу-Сісі допоміг ХАМАС збільшити радіус дії їхніх ракет до 22 кілометрів. Тоді ХАМАС попросив його збільшити радіус дії до 37-45 кілометрів, і він брав участь у кількох експериментах, під час яких ракети випробовували та запускали в Середземне море. Під командуванням Дейфа та Ахмеда Джабарі Абу-Сісі заснував військову академію, де навчали «військовій тактиці та технікам», а також «управлінню людськими ресурсами, тайм-менеджменту, кризовому управлінню та загальному управлінню».
30 березня 2015 року Абу-Сісі був засуджений в районному суді Беер-Шеви після того, як він визнав себе винним у рамках угоди про визнання вини. В рамках угоди звинувачення вимагало 21 рік позбавлення волі. Хоча звинувачення у замаху на вбивство були зняті, інші звинувачення, такі як планування вбивства, виробництво зброї та діяльність у терористичній організації, залишилися. У липні 2015 року Абу-Сісі був засуджений до 21 року позбавлення волі.